# Ephestiopsis
Ephestiopsis é um gênero de mariposa pertencente à família Crambidae.